# Systegium crispum
Systegium crispum là một loài Rêu trong họ Pottiaceae. Loài này được (Hedw.) Schur miêu tả khoa học đầu tiên năm 1866.